# Bo Grefberg
Bo Grefberg, född 7 februari 1917 i Stocksund, Danderyds församling, Stockholms län, död där 14 mars 1997, var en svensk arkitekt.

## Liv och verk
Grefberg tog studentexamen i Stockholm 1938. Efter sin utbildning till arkitekt vid Kungliga Tekniska Högskolan  i Stockholm 1944 hade Grefberg anställning som arkitekt på bland annat AB Aerotransport i Bromma 1946. Från 1947 hade han egen verksamhet. Han var stadsarkitekt i Stocksund (1957-1966), i Roslags-Länna landskommun (1947-1970), i Väddö landskommun (1951-1970) och biträdande stadsarkitekt i Täby kommun  (1973-1982).
Bland hans många uppdrag märks:
- Flera villor i Stocksund, Djursholm och på Lidingö
- Tillbyggnad av Stocksunds kommunalhus med sessionssal
- Sätraängskyrkan, Stocksund
- Tandådalens fjällkyrka, Täby (i samarbete med  Roland Hedenström)
- Slagnäs kyrka i Arjeplogs församling
- Långängens skola
- Skolanläggning i Bergshamra
- Djursholms församlingsgård
- Församlingsgård vid Länna kyrka
- Svenska Sjömanskyrkan i Narvik, Norge (i samarbete med Jan Inge Hovig)
- Ateljé och galleri för konstnären Harald Lindberg
- Stocksunds scoutstuga
- Ett flertal fritidshus i Stockholms skärgård

## Bilder (verk i urval)

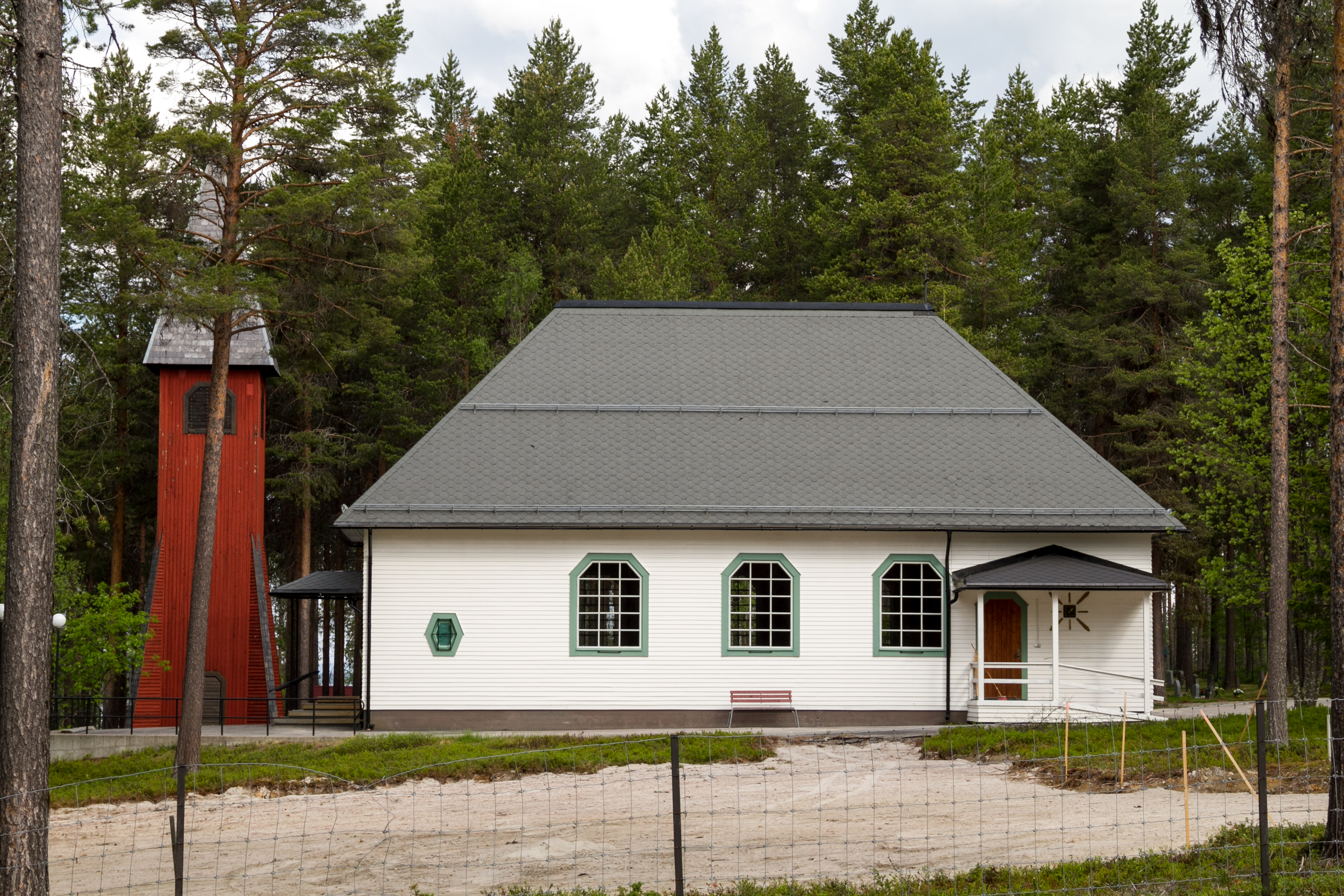
Slagnäs kyrka
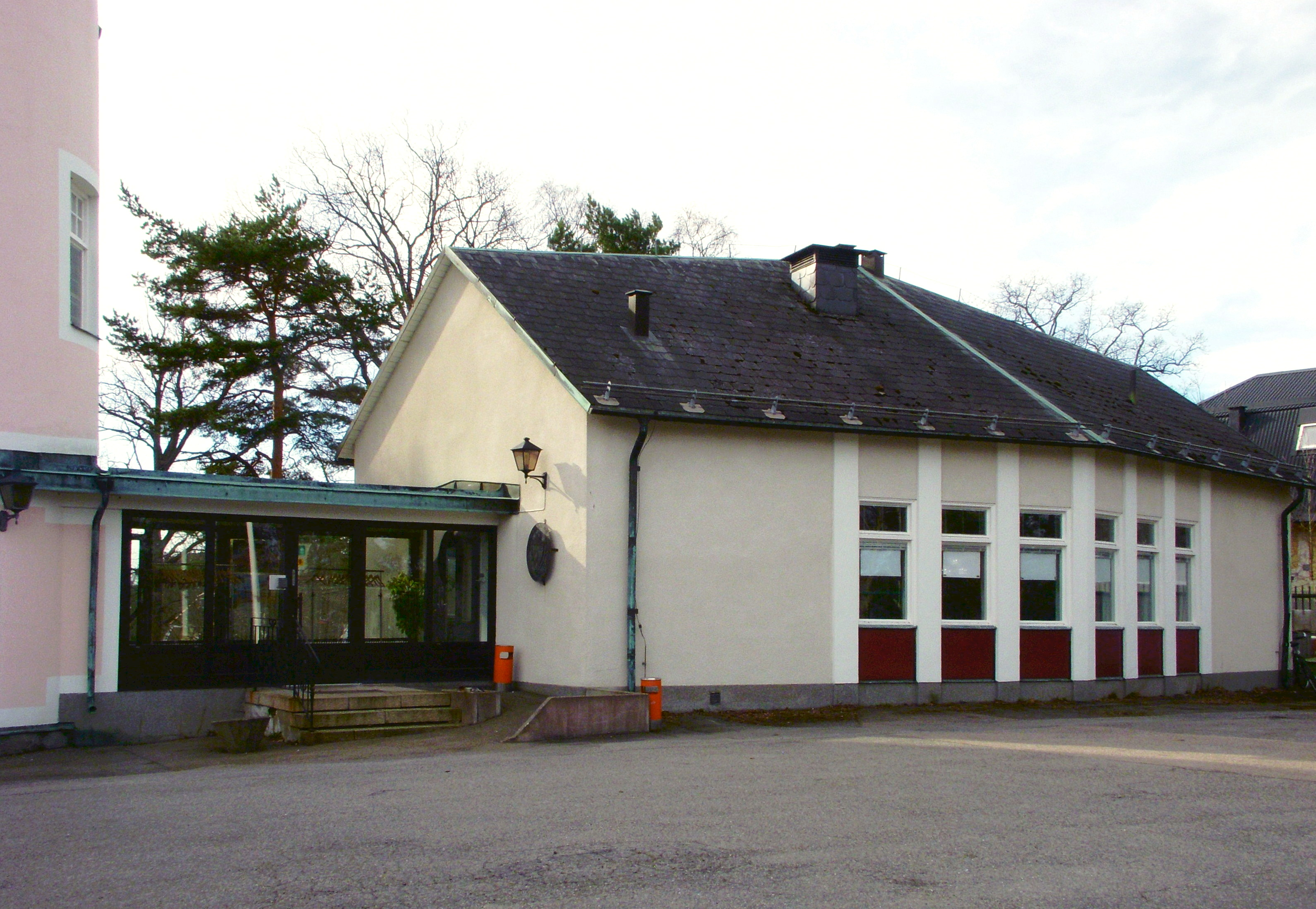
Sessionssalen för Stocksunds kommunalhus
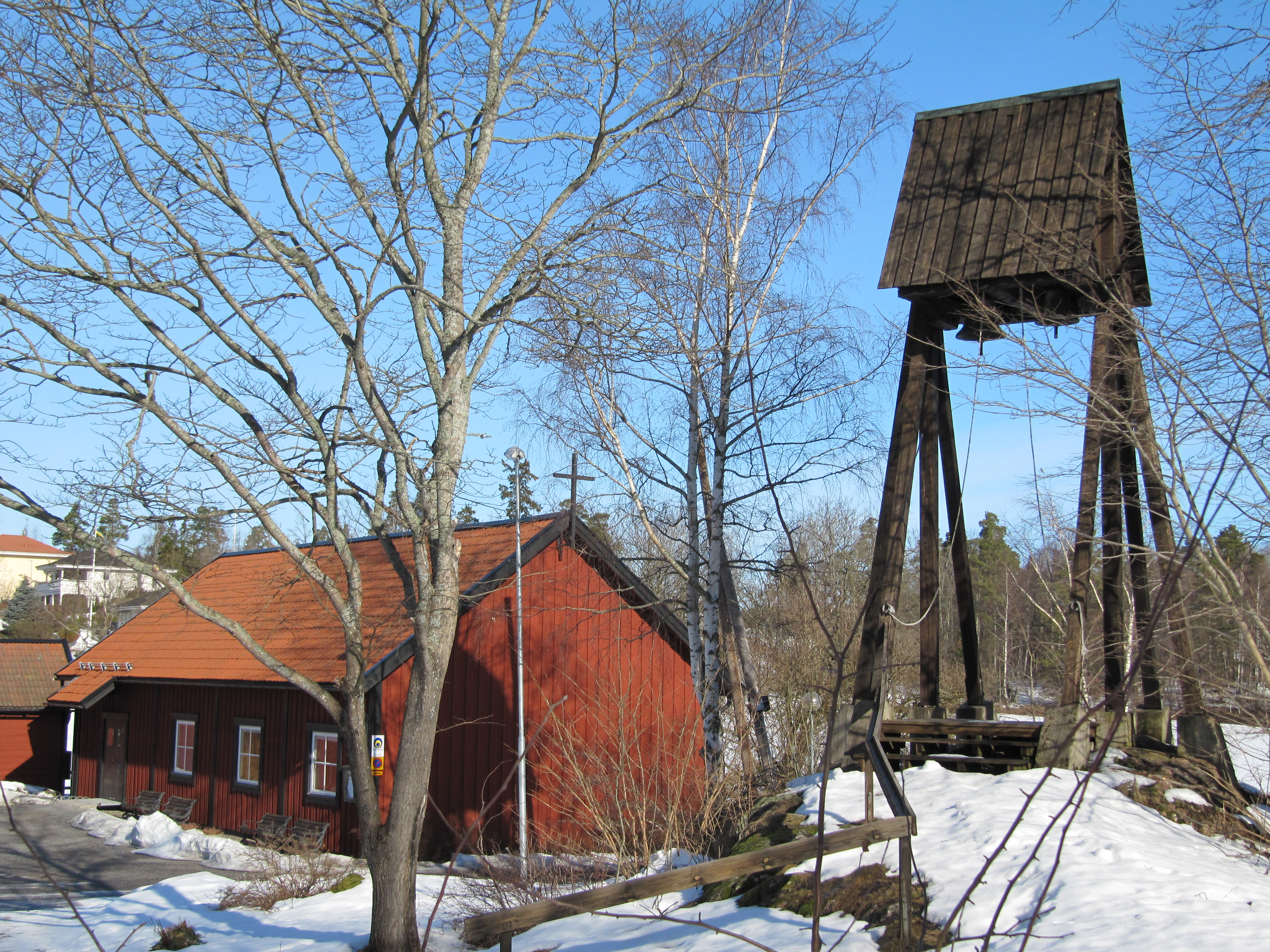
Sätraängskyrkan
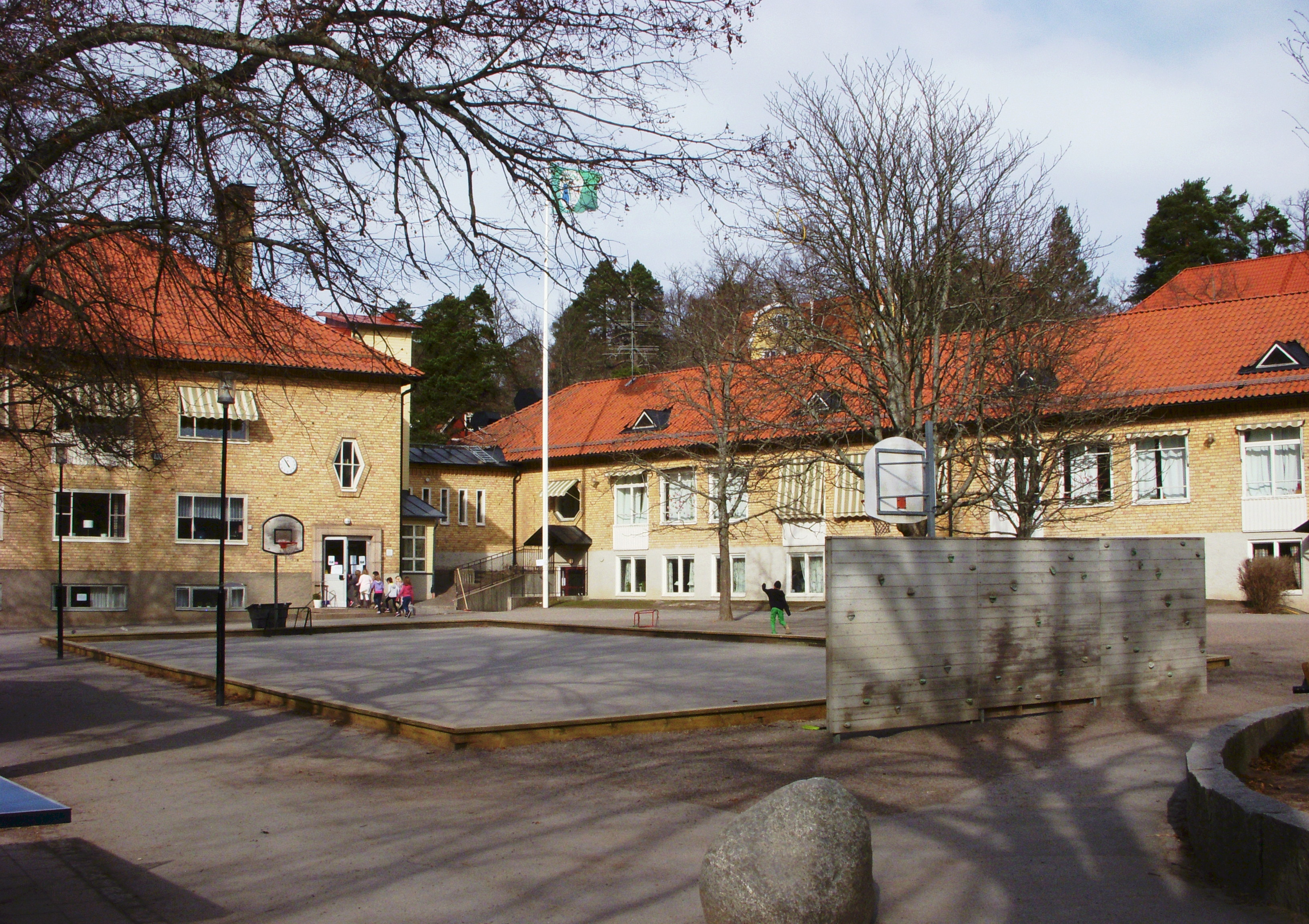
Långängsskolan